# Adolf Soetbeer
Adolf Georg Soetbeer, född 23 november 1814 i Hamburg, död 23 oktober 1892 i Göttingen, var en tysk nationalekonom.
Soetbeer blev 1840 bibliotekarie, 1848 sekreterare vid kommersdeputationen (ett mellanting mellan ett kommerskollegium och en handelskammare) i Hamburg och 1872 hedersprofessor i Göttingen med titeln Geheime Regierungsrat. Han arbetade kraftigt för en reform av det tyska mynt- och bankväsendet samt ivrade därvid särskilt för införande av guldmyntfot. Han invaldes som utländsk ledamot av Kungliga Vetenskapsakademien 1887.